# Le Verdon-sur-Mer
Le Verdon-sur-Mer är en kommun i departementet Gironde i regionen Nouvelle-Aquitaine i sydvästra Frankrike. Kommunen ligger i kantonen Saint-Vivien-de-Médoc som tillhör arrondissementet Lesparre-Médoc. År 2022 hade Le Verdon-sur-Mer 1 389 invånare.

## Befolkningsutveckling
Antalet invånare i kommunen Le Verdon-sur-Mer
Referens:INSEE